# Distretto di Mbozi
Il distretto di Mbozi è un distretto della Tanzania situato nella regione di Mbeya. È suddiviso in 25 circoscrizioni (wards) e conta una popolazione di 446 339 abitanti (censimento 2012). 